# Litouwen op het Eurovisiesongfestival 2008
Litouwen nam deel aan het Eurovisiesongfestival 2008 in Belgrado, Servië. Het was de 9de deelname van het land op het Eurovisiesongfestival. De selectie verliep via een nationale finale. De LRT was verantwoordelijk voor de Litouwse bijdrage voor de editie van 2008.

## Selectieprocedure
De Litouwse omroep koos ervoor om hun kandidaat en lied deze keer via een nationale finale te selecteren.
Er waren eerst 3 halve finales waaraan 32 artiesten deelnamen. Twaalf artiesten gingen door en ook nog 2 wildcards.
De winnaar werd bepaald in de finale door televoting.

### Halve finales
| Volgorde | Artiest              | Lied                    | Punten | Plaats |
| -------- | -------------------- | ----------------------- | ------ | ------ |
| 1        | Justinas Lapatinskas | "Muziką garsiau!"       | 39     | 3      |
| 2        | Kaštonai             | "The Farmer’s Daughter" | 5      | 11     |
| 3        | Cisco Kid            | "1 Million Euros"       | 23     | 8      |
| 4        | Onsa                 | "What’s Wrong"          | 14     | 10     |
| 5        | Laiptai              | "Aš rasiu"              | 37     | 4      |
| 6        | Eglė Lokytė          | "Message in the Sky"    | 27     | 7      |
| 6        | GYVAI                | "Paukštis"              | 37     | 4      |
| 8        | Buzzer’s             | "Tell Me"               | 0      | 12     |
| 9        | Vilma Voroblevaitė   | "Vakaras"               | 42     | 2      |
| 10       | Asta                 | "Man vis tiek"          | 22     | 9      |
| 11       | Wake Up              | "Don’t Stop Me"         | 30     | 6      |
| 12       | Jeronimas Milius     | "Nomads in the Night"   | 72     | 1      |

| Volgorde | Artiest            | Lied                        | Punten | Plaats |
| -------- | ------------------ | --------------------------- | ------ | ------ |
| 1        | Kristina Botyriūtė | "Life Is Joyful"            | 20     | 8      |
| 2        | Face Time          | "Celebrate"                 | 25     | 6      |
| 3        | Angelas            | "Little Sunshine"           | 6      | 10     |
| 4        | Funny Beat         | "EverTown"                  | 46     | 3      |
| 5        | Sasha Son"         | "Miss Kiss"                 | 72     | 1      |
| 6        | Flaer              | "New Love Story"            | 21     | 7      |
| 6        | Ingrida Žiliūtė    | "You & I"                   | 38     | 4      |
| 8        | Raimonda Masiulytė | "Birdie’s Tweet"            | 60     | 2      |
| 9        | Flaxon             | "Lietuva man kaip Paryžius" | 13     | 9      |
| 10       | Justina Adeikytė   | "Calling Your Name"         | 37     | 5      |

| Volgorde | Artiest           | Lied                   | Punten | Plaats |
| -------- | ----------------- | ---------------------- | ------ | ------ |
| 1        | Slapjack          | "Light"                | 28     | 7      |
| 2        | MyMagic           | "Lady"                 | 32     | 5      |
| 3        | Skyders           | "Neo(e)litas"          | 22     | 8      |
| 4        | Ingrida Paukštytė | "I Will Fight"         | 13     | 9      |
| 5        | Sweetness Theory  | "Sun In Her Eyes"      | 29     | 6      |
| 6        | Nerri             | "Step Into This World" | 41     | 3      |
| 7        | Trylika           | "I Deceive You"        | 12     | 10     |
| 8        | Augustė           | "Do Somethin’"         | 66     | 1      |
| 9        | Pokeris           | "Stone"                | 41     | 3      |
| 10       | Mini-Me           | "Yes"                  | 64     | 2      |

### Finale
| Volgorde | Artiest              | Lied                   | Televoting | Plaats |
| -------- | -------------------- | ---------------------- | ---------- | ------ |
| 1        | Ingrida Žiliūtė      | "You and I"            | 638        | 9      |
| 2        | Vilma Voroblevaitė   | "Vakaras"              | 247        | 14     |
| 3*       | Julija and Girma     | "To My Soul"           | 466        | 12     |
| 4        | Laiptai              | "Aš rasiu"             | 1,216      | 8      |
| 5        | "Funny Beat"         | Evertown               | 1,677      | 7      |
| 6        | Augustė              | "Do Somethin'"         | 5,145      | 6      |
| 7        | Mini Me              | "Yes"                  | 5,936      | 5      |
| 8        | Pokeris              | "Stone"                | 633        | 10     |
| 9        | Justinas Lapatinskas | "Muziką garsiau!"      | 299        | 13     |
| 10       | Jeronimas Milius     | "Nomads in the Night"  | 11,674     | 1      |
| 11*      | Aistė Pilvelytė      | "Troy on Fire"         | 11,242     | 2      |
| 12       | Sasha Son            | "Miss Kiss"            | 8,306      | 3      |
| 13       | Raimonda Masiulytė   | "Birdie's Tweet"       | 7,391      | 4      |
| 14       | Nerri                | "Step into this World" | 610        | 11     |

## In Belgrado
In de halve finale moest men aantreden als 5de, net na Oekraïne en voor het Albanië.
Op het einde van de puntentelling bleek dat ze slechts 30 punten ontvangen hadden en op de 16de plaats waren geëindigd, dit was niet genoeg voor de finale.
Men ontving 1 keer het maximum van de punten.
België en Nederland namen deel aan de andere halve finale.

### Gekregen punten

#### Halve finale
| 12 punten | 10 punten | 8 punten              | 7 punten | 6 punten |
| --------- | --------- | --------------------- | -------- | -------- |
| - Letland | - Georgië | - Verenigd Koninkrijk |          |          |
| 5 punten  | 4 punten  | 3 punten              | 2 punten | 1 punt   |
|           |           |                       |          |          |

### Punten gegeven door Litouwen

#### Halve Finale
Punten gegeven in de halve finale:
| 12 punten | Letland     |
| 10 punten | Georgië     |
| 8 punten  | Denemarken  |
| 7 punten  | Oekraïne    |
| 6 punten  | Wit-Rusland |
| 5 punten  | Kroatië     |
| 4 punten  | Portugal    |
| 3 punten  | Zweden      |
| 2 punten  | IJsland     |
| 1 punt    | Bulgarije   |

#### Finale
Punten gegeven in de finale:
| 12 punten | Rusland      |
| 10 punten | Letland      |
| 8 punten  | Frankrijk    |
| 7 punten  | Azerbeidzjan |
| 6 punten  | Oekraïne     |
| 5 punten  | Georgië      |
| 4 punten  | Noorwegen    |
| 3 punten  | Israël       |
| 2 punten  | Denemarken   |
| 1 punt    | Zweden       |